# 前252年
| 千纪： | 前1千纪 |
| 世纪： | 前4世纪 \| 前3世纪 \| 前2世纪                                                                                           |
| 年代： | 前280年代 \| 前270年代 \| 前260年代 \| 前250年代 \| 前240年代 \| 前230年代 \| 前220年代                                 |
| 年份： | 前257年 \| 前256年 \| 前255年 \| 前254年 \| 前253年 \| 前252年 \| 前251年 \| 前250年 \| 前249年 \| 前248年 \| 前247年   |
| 纪年： | 齊王建十三年 趙孝成王十四年 魏安僖王二十五年 韓桓惠王二十一年 秦昭襄王五十五年 楚考烈王十一年 衛懷君四十一年 燕王喜三年 |

## 大事記
1. 魏殺衛懷君，立衛元君。